# Alba Tous i Oriol
Alba Tous i Oriol és una empresària catalana, una de les tres filles de Salvador Tous i Rosa Oriol. El 2008 va ser nomenada presidenta de la companya de joieria Tous en substitució del seu pare Salvador Tous. Llicenciada en gestió de joieria a Lausana (Suïssa), treballa a la companyia des de finals dels anys 1980, i entre 2002 i 2008 va assumir la direcció general.